# MoonShell
MoonShell er et homebrew multimedie program til Nintendo DS.
Det er en af de mest kendte homebrew programmer til Nintendo DS og var i december 2006 en af de få muligheder for at afspille video på DS.
Afspilleren understøtter DPG Video, MP3 / OGG / MOD / SPC / MDX (ingen PCM) / GBS / HES / NSF / XM / MIDI / og lav bit rate AAC Audio. JPEG / BMP / GIF / PNG billeder, og tekstfiler. MoonShell afspiller fuldskærms video med en FPS (frames per second/billeder per sekund) på 20 og bredskærms video med 24 FPS. Begge med stereo.
| Software | Spire Denne artikel om software og programmering er en spire som bør udbygges. Du er velkommen til at hjælpe Wikipedia ved at udvide den. |